# On-Site Operations Coordination Centre
Ein On-site Operations Coordination Centre (OSOCC, deutsch Vor-Ort-Einsatz-Koordinierungszentrum) ist eine Koordinierungsstelle, die nach einer Katastrophe oder bei einer humanitären Krise durch OCHA der Vereinten Nationen eingerichtet wird. Aufgabe dieser Führungsstelle ist es, die Arbeit der vor Ort tätigen Organisationen und Hilfskräfte zu koordinieren. Dazu gehören unter anderem das Kinderhilfswerk UNICEF, das Umweltprogramm UNEP, das Welternährungsprogramm WFP, das Flüchtlingskommissariat UNHCR, das Entwicklungsprogramm UNDP, das Internationale Komitee vom Roten Kreuz, aber auch deutsche Organisationen wie das Technische Hilfswerk.